# 러브플러스
《러브플러스》(Love plus, 일본어: ラブプラス)는 일본의 게임 제작 회사 코나미에서 제작한 닌텐도 DS용 미소녀 연애 시뮬레이션 게임이다. 2009년 9월 3일에 일본에만 발매되었으며 그 외 국가에서는 아직 발매된 바가 없다. 후속작으로 「러브플러스+」, 「뉴 러브플러스」가 있다.

## 개요
같은 코나미의 「두근두근 메모리얼」시리즈를 시작으로 기존의 연애 시뮬레이션 게임의 대부분은 연인이 되는 것이 게임의 목적인 것에 비해, 러브플러스 시리즈는 히로인이 플레이어의 「연인」이 되고 난 후가 게임의 중심인 것을 최대의 특징으로서 들 수 있다. 프로듀서 우치다 아카리에 의하면 「오래 즐길 수 있는 게임으로 만들고 싶었다」라고 하여, 「공략하면 끝」이 아니고 연인이 되고 나서의 매일이 끝없이 계속되는 구성이다.
기존의 연애 시뮬레이션 게임에 가까운 「친구 파트」의 클리어 후로 이행하는 「연인 파트」에서는, DS본체의 내장 시계와 연동한 「리얼타임 클락(RTC)」에 의해, 현실의 시간이나 계절에 맞춘 리얼타임의 「연애 생활」을 체험할 수 있다(연령은 변하지 않는다). 또 터치 패널이나 마이크(음성인식) 등 닌텐도 DS 및 3DS의 기능을 살려, 데이트 중에 스킨십을 취하고 히로인에게 말을 건네는 등의 커뮤니케이션 기능도 큰 특징이라고 말할 수 있다.
등장 히로인의 타입은 「문무양도의 아가씨(동급생)」, 「츤데레(연하)」, 「차분한 누님(연상)」의 3명이 준비되며, 선택하기에 따라 머리 모양·복장·성격이 변화하는 등, 플레이어의 취향에 맞게 다양한 상황을 즐길 수 있는 것도 특징이다.
이러한 요소가 먹혀 소문 등으로 판매수를 늘린 결과, 「러브플러스」는 연애 게임으로서는 이례적으로 20만장을 넘는 히트를 이루며, 「러브플러스+」와「NEW 러브플러스」도 판매수가 10만장을 넘었다.
디렉터 이시하라 아키히로에 의하면, 「향후 무언가 프랜차이즈를 전개하게 되면, 데이터의 인계를 할 수 있도록 하고 싶다」라는 발언으로부터 알 수 있듯이, 무선 통신을 통한 세이브 데이터 교환기능이 있다.
히로인의 한 사람인 네네의 음성을 연기한 미나구치 유코에 의하면, 「음성의 수록에는 1년 이상 걸렸다」 「어쨌든 대사의 수가 방대」 「1회 4시간 정도의 농밀한 수록을 12~13회 정도 정기적으로 실시했다. 주 2회 간 적도 있다」라고 한다.

## 스토리
사정으로 인해 토와노 시로 이사해 온 플레이어. 그 동네에 있는 사립 토와노고교, 전입한 지 얼마 안 되는 플레이어는 3명의 여자아이와 운명적으로 만난다. 학교 생활 속에서 다양한 사건을 공유하며, 점차 사이좋게 되어가는 그들의 운명은 어떻게 될 것인가.

## 등장인물
히로인 이외의 성우 출연은 『NEW 러브플러스』에서만.

### 주인공
주인공(플레이어)
성우 - 없음
토와노고교에 전입해 온 고교 2학년. 전입 후는 테니스부와 도서위원회에 소속하는 한편 패밀리 레스토랑 「딕시즈」(모티브는 「럼블 로즈」의 딕시 크레메츠)의 아르바이트도 해낸다(플레이어 자신이 그것을 하려고 할 때의 이야기이므로, 가입하는 것은 강제이지만 사실상 유령 부원 등으로 지내는 것도 가능). 아파트에서 독신 생활을 하고 있다.
게임 초반부분에서 1인칭을 「나(오레)」, 「나(보쿠)」의 둘 중 하나를 선택하는 씬이 있어, 이후의 1인칭이 선택대로 고정된다. 이와 마찬가지로 아파트 방의 타입을 「학생다운 심플한 방」 「어른스러운 멋진 방」 「차분한 일본식 방」의 3종류 중에 선택하는 씬도 있어, 이쪽도 이후 자기 방의 외관이 고정된다. 게임 개시 후 및 계승할 때에 다시 선택할 수 없기 때문에 신중하게 선택할 필요가 있다.

### 히로인
타카네 마나카(일본어: 高嶺 愛花)
성우 - 하야미 사오리
플레이어와 같이 테니스부에 소속하는 고교 2 학년. 1인칭은 「나(와타시)」. 친가는 개업 의사. 성적은 항상 톱 클래스에 테니스부 여자의 에이스라고 하는, 확실히 재색 겸비를 그림으로 그린 듯한 아가씨이지만, 귀하게 자라 너무 성실해 접근하기 어려운 분위기를 자아내고 있어서(테니스부 동료는 「살고 있는 세계가 다르다」라고 말한다), 남자에게 있어서는 확실히 「높은 벼랑 위의 꽃(高嶺の花)」이다. 처음에는 고지식한 면이 눈에 띄지만, 플레이어와 만난 것으로 꾸밈 없는 자신 본래의 모습을 나타낼 수 있게 된다. 포니테일과 굵은 눈썹이 특징. 말 끝에 붙이는 「라거나(なんて)」가 말버릇이다.
혈액형은 A형. 생일은 10월 5일. 별자리는 천칭자리. 취미는 과자 만들기와 피아노. 좋아하는 것은 군고구마.
가족 구성은 아버지(히토시〈성우 - 타나카 히데유키〉), 어머니(스미〈성우 - 야마모토 유리코〉)의 3인 가족.
코바야카와 린코(일본어: 小早川 凛子)
성우 - 탄게 사쿠라
플레이어와 같이 도서위원회에 소속하는 고교 1학년. 1인칭은 기본적으로 「린코」이지만, 드물게 「저(아타시)」라고 한다(주로 친구 파트 전반). 휴대형 음악 플레이어를 몸에 지니고 있으며 혼자 있을 때가 많다. 고집이 세고, 한층 더 가정에 복잡한 사정을 안고 있는 탓인지, 주인공이나 자기보다 분명하게 강한 사람에 대해서 주저 없이 폭력을 휘두르는 등 무뚝뚝하고 터무니없는 행동으로 주인공을 걱정시키지만, 근본은 매우 솔직하고 외로움을 잘 타는 사람이다. 운동은 별로 자신있지 않은 것 같고, 키가 작은 것을 신경쓰고 있다(회화 중에 주인공이 그러한 점을 들춰낸다고 화내거나 폭력을 휘두르는 것이 많다).
혈액형은 B형. 생일은 8월 17일. 별자리는 사자자리. 취미는 독서(Salinger 등), 음악 감상(서양 음악 메인·특히 런던 펑크를 좋아한다), 아케이드 게임(특히 격투 게임이 특기). 좋아하는 것은 카레루비의 포테이토칩 우스시오 맛(카루비의 포테이토칩 연한 소금(우스지오) 맛이 모티브). 개발 초기의 단계에서는 중학생이라는 설정이었다. 또한 이야기 중에 나타나는 고등어 통조림이 주요 아이템으로 여겨지지만, 특별히 좋아하는 것은 아니다.
가족 구성은 아버지(효우스케〈성우 - 마도노 미츠아키〉)·새어머니(키요미〈성우 - 나가시마 유우코〉)·의동생(카이〈성우 - 스즈키 마사미〉)의 4인 가족.
아네가사키 네네(일본어: 姉ヶ崎 寧々)
성우 - 미나구치 유코
플레이어와 같이 「딕시즈」에서 아르바이트를 하는 고교 3학년. 1인칭은 「나(와타시)」. 어른스러운 성격·용모의 탓으로 남들이 의지하기 십상이고, 돌보기도 잘 하고 책임감도 강하기 때문에, 그만 그 기대에 응해 버리지만, 본인은 그것을 조금 부담으로 느끼고 있다.
혈액형은 O형. 생일은 4월 20일. 별자리는 양자리(다만 게임내에서는 황소자리라고 말한다). 취미는 가사, 공포영화 감상. 개발 초기의 단계에서는 대학생이라고 하는 설정이었던 흔적으로, 엷은 화장을 하고 있다. 매력 포인트는 오른쪽 눈의 눈물점. 목캔디를 좋아하고, 배고픈 동물에게 목캔디를 주려고 하는 등, 솔직한 성격이다.
가족 구성은 회사원의 부친, 전업 주부의 모친(나나코〈성우 - 히사카와 아야〉)의 3인 가족.
덧붙여 히로인 3명의 생일은 전원 같은 요일이 되도록 설정되어 있다.